# Вантажне судно

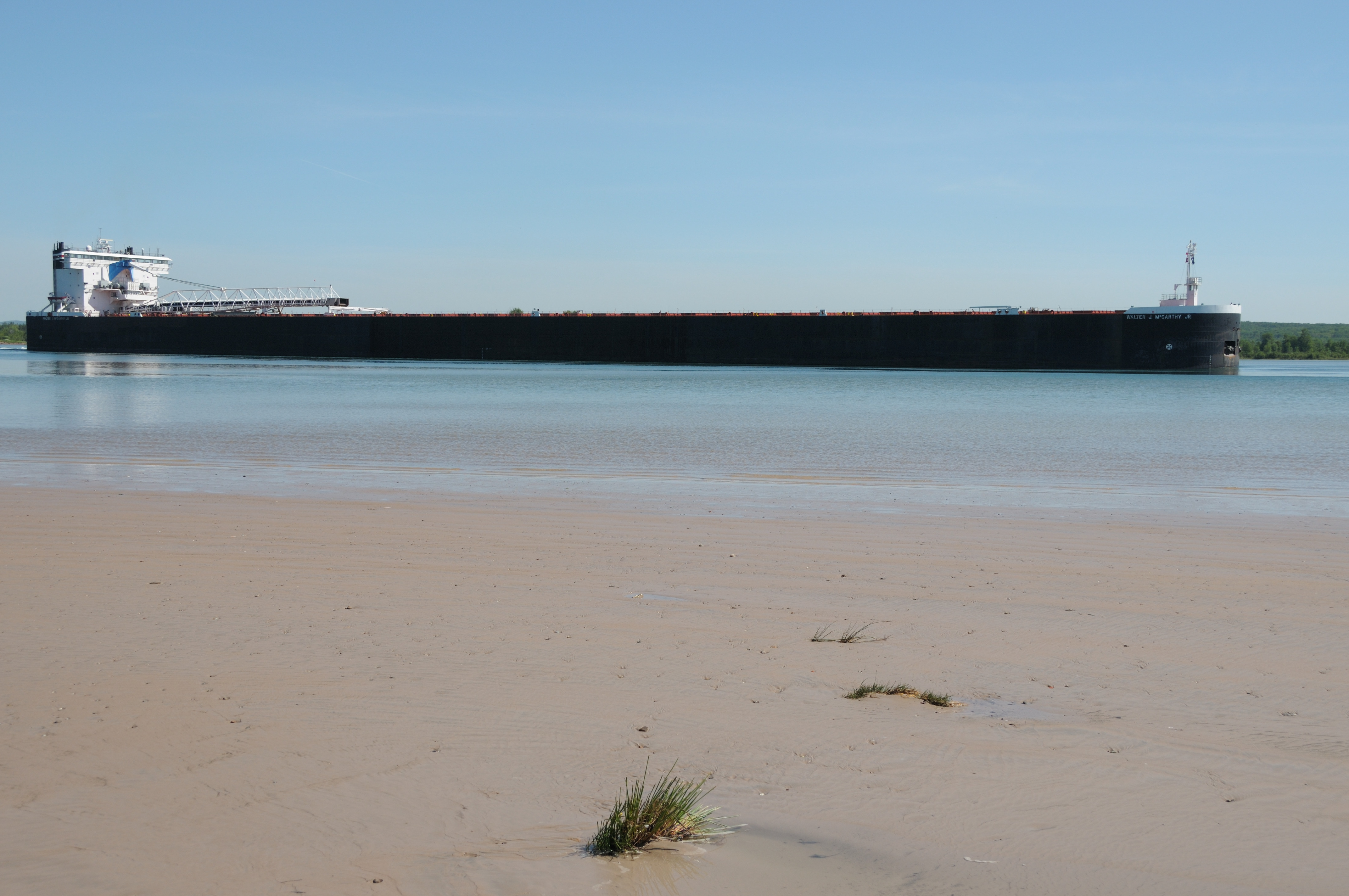
Річкове вантажне судно завдовжки 1 000 футів

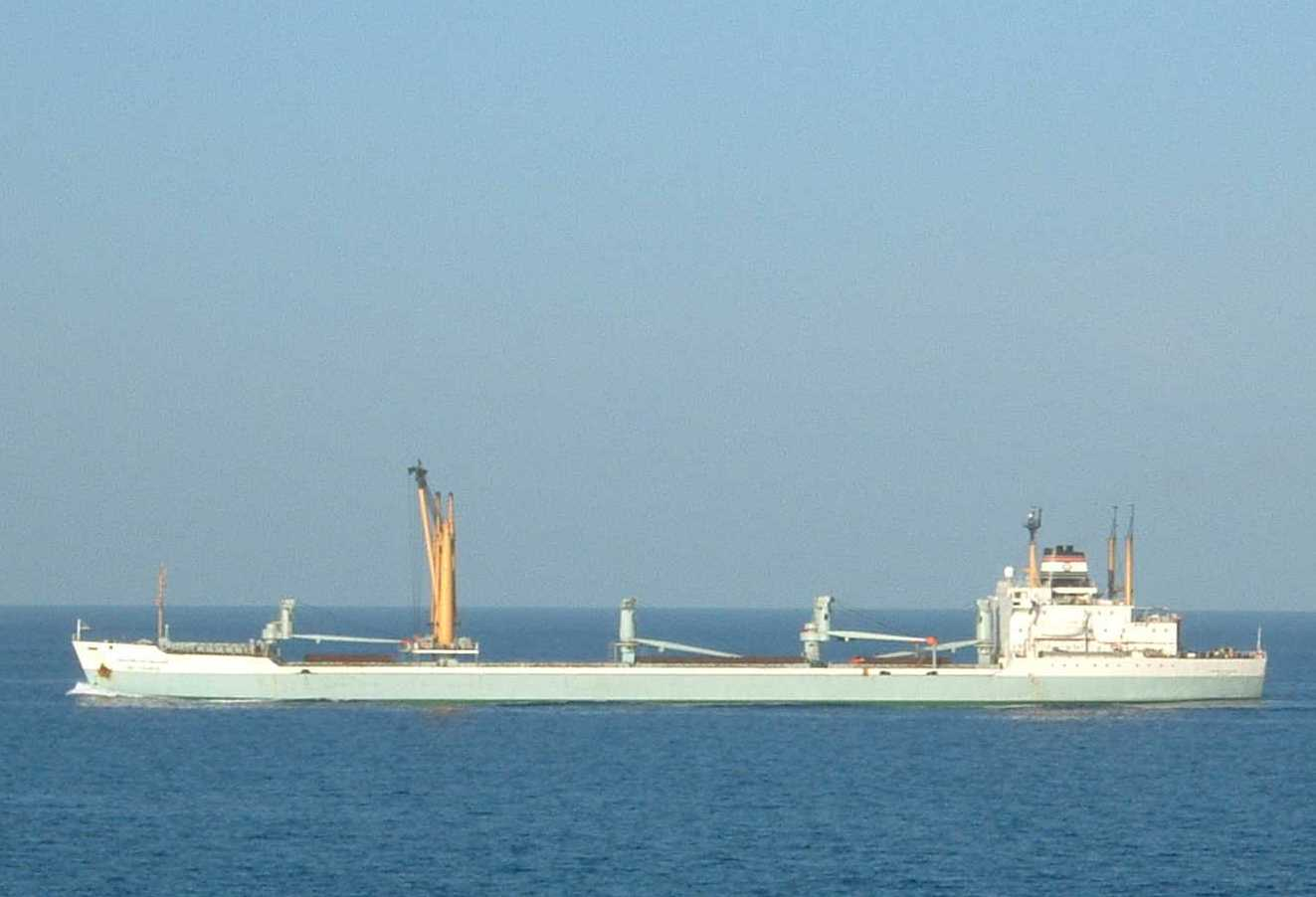
Вантажне судно перевізник генеральних вантажів

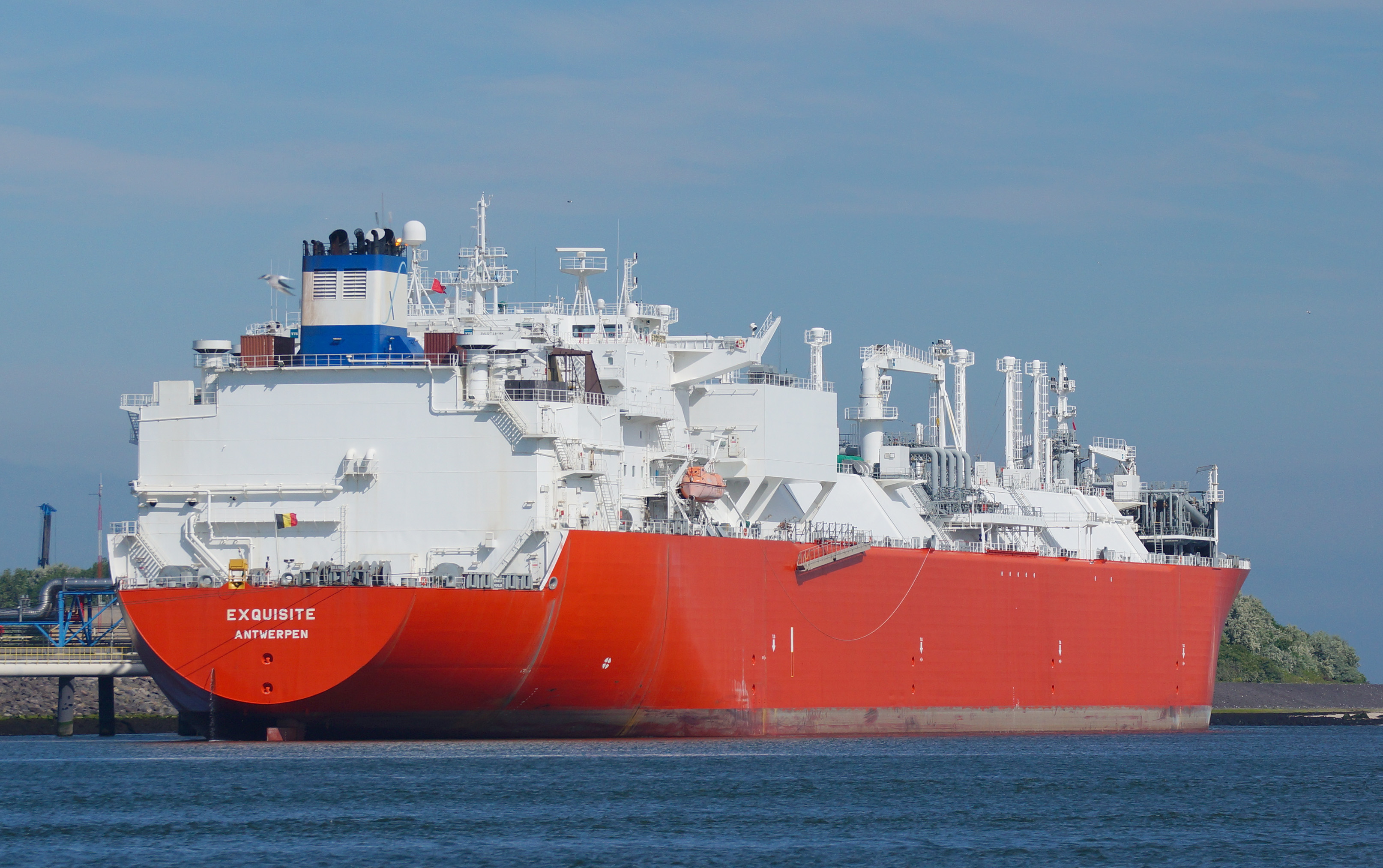
Танкер Exquisite — перевізник LNG

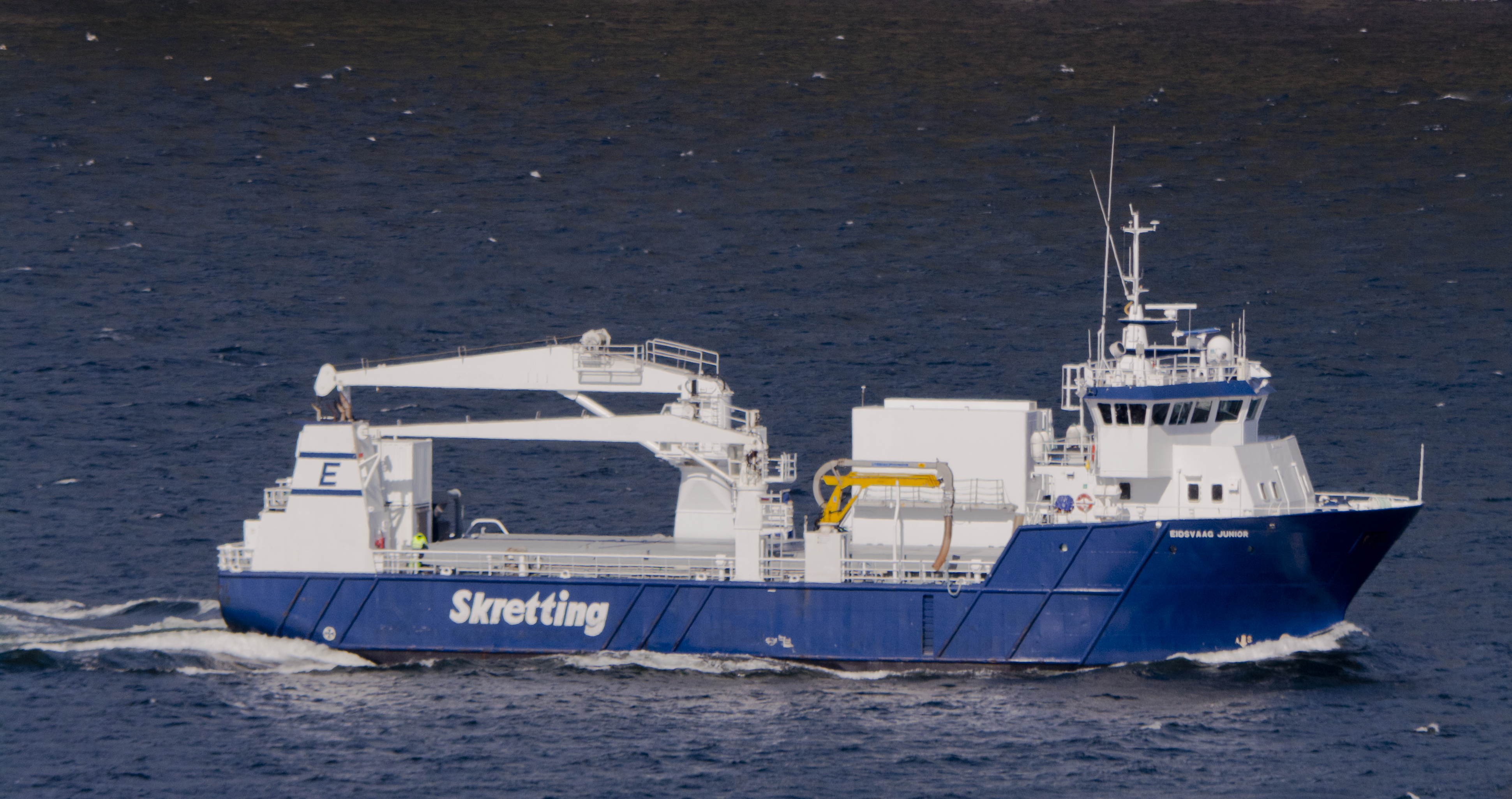
Норвезьке вантажне судно

Вантажне судно — транспортне судно, яке використовують для перевезення вантажів і не використовують для перевезення пасажирів. У воєнний час можуть озброюватись та залучатись для перевезення військових вантажів і військ.

## Класифікація вантажних суден
Вантажні судна поділяються відповідно — на суховантажні та наливні.
Суховантажні:
- загального призначення, для перевезення генеральних вантажів в упаковці;
- спеціалізовані судна для перевезення одного певного вантажу або двох і більше видів вантажів однієї категорії — лісовози, пакетовози, рефрижераторні судна, балкери, контейнеровози, ролкери, ліхтеровози;
- багатоцільові, що забезпечують перевантаження різними способами, наприклад крановим і доковим;
- універсальні для перевезення будь-яких різних вантажів, у тому числі небезпечних, рефрижераторних, контейнерів;
- судна подвійної спеціалізації для перевезення масових вантажів двох різних категорій — нафторудовози, хлопколесовози.

Наливні — танкери, газовози, хімовози, виновози.
Пороми — для перевезення транспортних засобів та пасажирів, ліхтери — несамохідні вантажні судна.